# Phil Urso
Philip „Phil“ Urso (* 2. Oktober 1925 in Jersey City, New Jersey; † 7. April 2008 in Denver, Colorado) war ein US-amerikanischer Jazz-Saxophonist (Tenorsaxophon, Baritonsaxophon, Altsaxophon) und Komponist.

## Leben und Wirken
Phil Urso beherrschte die Klarinette schon im Alter von 13 Jahren und wechselte später zum Saxophon. Nachdem seine Familie Mitte der 1930er Jahre nach Denver gezogen war, leistete er seinen Militärdienst im Zweiten Weltkrieg im Pazifik ab; 1943 entging er nur knapp einem japanischen Flugzeugangriff. Während der Behandlung seiner posttraumatischen Störung in Kalifornien entdeckte er den Jazz, kam 1947 nach New York und war anfangs stark von Chu Berry, später von Sonny Rollins beeinflusst. 1948 nahm er mehrere Schallplatten mit Bob Karch, Tom O’Neil und Howie Mann auf.
Von 1948 bis 1950 arbeitete er mit Elliot Lawrence, 1950/51 mit Woody Hermans Third Herd, dann mit Jimmy Dorsey (1951) und Terry Gibbs (1952). Im Februar 1952 entstanden weitere vier Stücke in New York mit einer Band aus Tony Fruscella, Herb Geller, Gene Allen, Bill Triglia, Red Mitchell und Howie Mann, zu der Session steuerte Urso eigene Kompositionen bei. Seine erste Aufnahmesession hatte er im April 1953 für Savoy Records, als er das Album The Philosophy of Urso mit Walter Bishop Jr., Clyde Lombardi und Howie Mann einspielte. Es folgten Aufnahmen mit Kai Winding, eine Debut-Session mit Oscar Pettiford am Cello und Charles Mingus am Bass; Ende 1953 und Anfang 1954 tourte er mit der Band von Miles Davis, der damals auch J. J. Johnson und Milt Jackson angehörten.
Danach war Urso einige Zeit als freischaffender Musiker  tätig, außerdem nahm er mit Chet Baker in verschiedenen Formationen wie Quintett und Bigband eine Reihe von Platten auf. 1956 trat Urso mit Baker, Francy Boland, Scott LaFaro und Lawrence Marable in der Tonight Show auf, bei der die Band zwei Kompositionen von ihm spielte, „C.T.A.“ und „Phil's Extra Mild“.
Seitdem hielt er sich überwiegend in Denver und in Las Vegas auf, ohne sich auf überregionaler Ebene als Jazz-Instrumentalist bemerkbar zu machen, nahm nur gelegentlich auf und beschränkte sich auf lokale Clubauftritte. 2002 kehrte er noch einmal mit dem Trompeter Carl Saunders ins Studio zurück und spielte ein Tributalbum an Chet Baker ein.

## Diskografische Hinweise

### Alben unter eigenem Namen
- The Philosophy of Urso (Savoy, 1953)
- Phil Urso, Bob Banks: Sentimental Journey (Regent 1956)
- Salute to Chet Baker (2002) mit Carl Saunders

### Mit Chet Baker
- Big Band (Pacific Jazz Records, 1954)
- Playboys (auch: Picture of Heath, Pacific Jazz, 1956)
- Chet Baker And Crew (Pacific Jazz, 1956)
- Chet Baker Cools Out (Pacific Jazz, 1956)
- Baby Breeze (Limelight Records, 1965)
- At The Forum Theatre 1956 (Fresh Sound Records, 1991)
- Ensemble And Sextet 1953/54 (Fresh Sound, 1992)

### Mit Anderen
- Oscar Pettiford: The New Oscar Pettiford Sextet (Debut Records, 1959)
 auch enthalten auf Charles Mingus: The Complete Debut Recordings (Debut, 1990)
- Gerry Mulligan: Mullenium 1946–57 (Columbia Records, 1977)
- Woody Herman: The Third Herd (Storyville Records, 1999)
- Tony Fruscella: The Complete Works 1948–59 (Jazz Factory, 1999)